# Зыков, Пётр Максимович
Пётр Максимович Зыков (14 января 1890, Гостево, Вятская губерния — 22 июля 1960, Львов) — советский военачальник, участник Гражданской и Великой Отечественной войн, дважды Краснознамёнец (1919, 1924). Генерал-майор (1940).

## Биография
Пётр Зыков родился 14 января 1890 года в селе Гостево (ныне — Котельничский район Кировской области). С 1909 года работал шахтёром на Андреевском стане Ленских золотых приисков (Бодайбо).

## Начало военной службы и гражданская война
В конце 1911 года был призван на службу в Русскую императорскую армию. Служил рядовым в 17-м Сибирском стрелковом полку, в 1913 году окончил учебную команду этого полка, продолжил службу в ней взводным унтер-офицером. С началом Первой мировой войны — фельдфебель в 5-м Сибирском стрелковом полку. На фронт полк направлен не был и нёс службу в Средней Азии. В период Октябрьской революции 1917 года участвовал в установлении Советской власти в Ашхабаде и в арестах офицеров и генералов Ашхабадского гарнизона, в разоружении не признавших Советскую власть частей. Затем был направлен в Ташкент с отрядом солдат и участвовал в вооружённом восстании в Ташкенте. Весной 1918 года демобилизован в чине старшего унтер-офицера.
Вернувшись в родные края, в мае 1918 года вступил в Рабоче-крестьянскую Красную Армию. Служил в 82-м стрелковом полку 10-й стрелковой дивизии помощником командира роты и командиром роты. В ноябре 1919 года полк был передан в состав 18-й стрелковой дивизии и там П. Зыков продолжил службу командиром батальона, помощником командира и заместителем командира полка. Участвовал в боях Гражданской войны на Северном фронте (на псковском и гдовском направлениях), затем против английских интервентов и финских войск (на олонецком направлении). В боях дважды был ранен и один раз контужен. Неоднократно отличался в боях.
Приказом Революционного Военного Совета Республики № 166 в 1919 году командир батальона Пётр Зыков был награждён первым орденом Красного Знамени РСФСР. Приказом Революционного Военного Совета Республики № 335 в 1924 году командир батальона Пётр Зыков вторично был награждён орденом Красного Знамени. Таких дважды кавалеров ордена Красного Знамени тогда во всей Красной Армии было менее 200 человек.

## Межвоенное время
После Гражданской войны продолжил службу в Красной Армии. С июня 1921 года служил инструктором допризывной подготовки в Котельническом уездном военкомате, с января 1924 — помощник уездного военного комиссара. С октября 1927 — командир батальона 2-го Вятского территориального резервного стрелкового полка, с ноября 1929 года — командир 9-го резервного полка. В 1930 году Зыков окончил Стрелково-тактические курсы усовершенствования комсостава РККА «Выстрел» им. Коминтерна и продолжал командовать тем же полком. С апреля 1933 — командир 4-го отдельного опытного стрелкового полка, с июня 1934 — командир 142-го стрелкового полка 48-й стрелковой дивизии имени М. И. Калинина Московского военного округа, с марта 1937 — помощник командира 33-й стрелковой дивизии. С июня 1937 года командовал 48-й стрелковой дивизией. С августа 1939 года — помощник командира 47-го стрелкового корпуса Белорусского Особого военного округа. С мая 1940 года — командир 121-й стрелковой дивизии.
В 1938 году был избран депутатом Верховного Совета РСФСР.

## Великая Отечественная война
С первого дня Великой Отечественной войны 121-я стрелковая дивизия вела бой в составе 13-й армии Западного фронта, участвуя в Белостокско-Минском оборонительном сражении. Сначала она держала оборону по восточному берегу реки Щара в районе Слонима, затем с боями отходила на Барановичи, Слуцк, Осиповичи, Старые Дороги. В конце июня дивизия попала в окружение, но 7 июля с боем вырвалась оттуда. После короткого периода пополнения в Новозыбкове дивизия вошла в 13-ю армию Центрального фронта и участвовала в Смоленском оборонительном сражении. В начале битвы за Москву дивизия во второй раз попала в окружение в ходе Орловско-Брянской оборонительной операции в районе Хинельских лесов, но затем вновь прорвалась в расположение своих войск. В начале декабря дивизия участвовала в Елецкой наступательной операции. В феврале 1942 года её передали в состав 40-й армии, где летом в составе Воронежского фронта она участвовала в Воронежско-Ворошиловградской оборонительной операции.
С октября 1942 года занимал должность заместителя командующего 60-й армией Воронежского фронта, в декабре вступил в командование 18-м стрелковым корпусом этой же армии. Корпус под его командованием участвовал в Острогожско-Россошанской и Воронежско-Касторненской наступательных операциях. В феврале 1943 года был короткое время заместителем командующего 69-й армией, а в конце февраля вновь стал заместителя командующего 60-й армией Воронежского, Центрального и 1-го Украинского фронтов. Участвовал с ней в Курской битве, в битве за Днепр, в Киевских наступательной и в Киевской оборонительной, в Житомирско-Бердичевской, Ровно-Луцкой, Проскуровско-Черновицкой и Львовско-Сандомирской наступательных операциях. В октябре 1944 года из-за частых болезней генерал Зыков был освобождён от должности, в ноябре направлен заместителем командующего Львовским военным округом.
Был членом ВКП(б) с 1942 года.

## Послевоенный период
Оставался на той же должности. В июле 1946 года генерал-майор П. М. Зыков был уволен в запас.
Проживал во Львове, руководил военными кафедрами Львовского государственного педагогического института и Львовского сельскохозяйственного института. Скончался 22 сентября 1960 года.

## Воинские звания
- полковник (29.01.1936)
- комбриг (4.11.1939);
- генерал-майор (4.06.1940)

## Награды
- два ордена Ленина (10.01.1944[4], 21.02.1945)
- пять орденов Красного Знамени (3.08.1919, 14.10.1924, 27.3.1942[5], 3.11.1944, …)
- орден Суворова 2-й степени (8.02.1943)
- орден Богдана Хмельницкого 2-й степени (23.9.1944)[6]
- медали[1][7].